# الجامعات المجمعة في كورنوال
الجامعات المجمعة في كورنوال (بالإنجليزية: Combined Universities in Cornwall)‏ (واختصارها: CUC)؛ مشروع لتوفير التعليم العالي في مقاطعة كورنوال الإنجليزية، وهي واحدة من أفقر المقاطعات في المملكة المتحدة من حيث إجمالي القيمة المضافة للفرد.
في أوائل العقد الأول من القرن الحادي والعشرين أسس محترفون المشروع في عام 1997 للبحث عن تعاون بين جميع مقدمي خدمات التعليم العالي في كورنوال للعمل نحو إنشاء الجامعة لتكون قائمة بذاتها.
وبتمويل من الاتحاد الأوروبي ووكالة التنمية الإقليمية، تعمل جامعة CUC على محاربة «هجرة العقول» للطلاب إلى بقية المملكة المتحدة. تاريخيًا اضطر معظم طلاب إلى مغادرة المقاطعة للحصول على التعليم العالي، ثم لم يعودوا أبدًا للمساهمة بمعرفتهم ومهاراتهم في اقتصاد مدينتهم. ويعد إنشاء CUC هو في حد ذاته مساهمة في توسيع اقتصاد المدينة.  

## الشراكة والمؤسسات
أوجد المشروع اتحاد غير مدمج بين الجامعات والكليات التالية:
- جامعة إكستر، بما في ذلك مدرسة كامبورن للمناجم ومعهد دراسات الكورنيش
- جامعة بليموث
- كلية الطب بينينسولا (عملية مشتركة بين جامعتي إكستر وبليموث)
- جامعة فالماوث
- كلية كورنوال
- كلية ترورو وبينويث

## روابط خارجية
- الجامعات المشتركة في الموقع الرسمي كورنوال